# Torani Canal
Torani Canal är en kanal i norra Guyana som transporterar vatten från Berbice till Canje River, för att tjäna som bevattning för socker- och risindustrin.